# Departamento de Controle do Espaço Aéreo
O Departamento de Controle do Espaço Aéreo (DECEA) é uma entidade governamental militar do Comando da Aeronáutica brasileiro, que por sua vez é subordinada ao Ministério da Defesa. Sua missão é gerenciar a operacionalidade dos serviços de tráfego no espaço aéreo de soberania do Brasil, bem como coordenar a sua defesa junto com o Comando de Operações Aeroespaciais (COMAE).

## Visão geral
O DECEA é responsável pelo controle do espaço aéreo brasileiro, provedora dos serviços de navegação aérea que viabilizam os voos e a ordenação dos fluxos de tráfego aéreo no País.
Subordinado ao Comando da Aeronáutica, o DECEA é o órgão gestor do Sistema de Controle do Espaço Aéreo Brasileiro (SISCEAB), que compreende outras 13 organizações, responsáveis pela execução operacional das atividades que materializam o cumprimento das metas e atribuições do DECEA.
Para planejar, gerir e executar essas atividades, no âmbito dos cerca de 22 milhões de Km2 de espaço aéreo sob responsabilidade do País, a organização incorpora recursos humanos altamente especializados e detém expertise e tecnologias indispensáveis para a execução dos complexos procedimentos atinentes às estratégias do SISCEAB.
O DECEA dispõe de uma estrutura física robusta e de instalações em mais de uma centena de municípios de todas as 27 unidades federativas brasileiras. Nas capitais, nos municípios de médio porte ou mesmo nas regiões mais remotas, cerca de 12 mil profissionais atuam, 24 horas por dia, 365 dias por ano, em meio a uma complexa rede operacional interconectada que compreende, além do órgão e suas 13 organizações subordinadas: 5 centros de controle de área, 42 controles de aproximação, 59 torres de controle de aeródromo, 79 destacamentos de controle do espaço aéreo, 90 estações de telecomunicações aeronáuticas, 75 Estações Prestadoras de Serviços de Telecomunicações e de Tráfego Aéreo, 170 radares, 50 Sistemas de Pouso por Instrumentos, dentre outros auxílios à navegação aérea.

### Espaço Aéreo Brasileiro

Regiões de informação de voo de responsabilidade do Brasil.

O espaço aéreo sob responsabilidade do País estende-se além de suas fronteiras. Ultrapassa a área sobre seu território e alcança uma significativa parte do Oceano Atlântico, perfazendo um total de 22 milhões de km2, sobre terra e mar, acordados em tratados internacionais.
Em outras palavras, no Brasil, o controle aéreo assume proporções gigantescas, o que o torna uma atribuição estratégica e de segurança nacional, confiada por força da lei a uma das Forças Armadas.
O Departamento de Controle do Espaço Aéreo (DECEA) é a organização do Comando da Aeronáutica responsável pelo controle desta área. Congrega recursos humanos, equipamentos, meios acessórios e infraestrutura com a missão de prover a segurança e a fluidez dos voos da região.
Desse modo, a evolução do fluxo de tráfego aéreo no espaço aéreo nacional é controlada diariamente por quatro grandes bases operacionais, subordinadas ao DECEA: os centros integrados de defesa aérea e controle de tráfego aéreo, também conhecidos como CINDACTA.
Eles atuam sobre subdivisões de espaço aéreo denominadas regiões de informação de voo, ou FIR do inglês Flight Information Region, conforme nomenclatura oficial. No Brasil, há cinco FIRs, sobre as quais operam quatro CINDACTAs:
CINDACTA I (Brasília-DF) Responsável pela FIR Brasília, que abrange a região central do Brasil
CINDACTA II (Curitiba-PR) Responsável pela FIR Curitiba, que abrange o sul e parte do centro-sul brasileiro.
CINDACTA III (Recife-PE) Responsável pelas FIR Recife e Atlântico, que abrangem o Nordeste e área sobrejacente ao Atlântico
CINDACTA IV (Manaus-AM) Responsável pela FIR Manaus, que se estende sobre grande parte da região amazônica.
A um só tempo, os CINDACTAs unem o controle do tráfego aéreo civil e as operações militares de defesa aérea. Uma solução bem-sucedida de integração que vem sendo recomendada pela Organização de Aviação Civil Internacional (órgão da ONU regulador da atividade) aos demais países signatários, como modelo de economia de meios e segurança operacional.
Aos cindactas soma-se ainda o Centro Regional de Controle do Espaço Aéreo Sudeste (CRCEA-SE), responsável pelo controle de tráfego de maior densidade de fluxo no País, ao longo das terminais aéreas de São Paulo e Rio de Janeiro.
Por fim, para assegurar o equilíbrio entre a capacidade e a demanda nos aeródromos e setores de controle há ainda outra unidade do DECEA, o Centro de Gerenciamento da Navegação Aérea (CGNA).
Criado a partir da necessidade de ordenação dos fluxos aéreos com intuito de agilizá-lo onde houver oportunidade ou necessidade, o CGNA opera sob uma lógica de decisão colaborativa, na qual representantes de empresas aéreas, administradoras aeroportuárias, organizações reguladoras, entre outros, são partícipes e estão, diariamente, expondo informações e compartilhando responsabilidades, de modo a unir forças em nome de decisões mais eficazes.
O CGNA é uma espécie de gestor operacional dos fluxos de voo do País, onde todos os movimentos aéreos são monitorados 24 horas por dia, de modo a viabilizar a circulação aérea, garantindo a eficácia e a segurança operacional do transporte aéreo.